# Monte Stanco
Il monte Stanco è una cima del medio-alto Appennino bolognese, situata nel territorio comunale di Grizzana Morandi il cui capoluogo è posizionato nelle immediate vicinanze. Costituisce uno degli anelli della catena montuosa che separa la valle del fiume Reno (a ovest) da quella del suo principale affluente nel tratto montano, il fiume Setta (a est).
Il monte Stanco rimane una montagna piuttosto isolata rispetto alle altre del medesimo crinale spartiacque: infatti la sua altezza massima (719 m s.l.m.) è decisamente inferiore a quelle di monte Salvaro (826 m) e di monte Vigese (1091 m) tra cui esso è compreso.
Il monte Stanco dà il nome a due frazioni del comune di Grizzana Morandi, Stanco di sopra e Stanco di sotto, abbarbicate in prossimità della vetta del monte; essa, inoltre, si caratterizza per essere ricoperta da un manto boscoso, a contrario dei fianchi della montagna, che restano spogli e brulli.